# Hurricane Ridge
Hurricane Ridge ist der östlichere zweier ausladender und größtenteils eisfreier Gebirgskämme, die sich an der Scott-Küste des ostantarktischen Viktorialands vom Mount Morning ausgehend in nördlicher Richtung erstrecken. Der andere ist der Riviera Ridge. Am nördlichen Ende dieses Gebirgskamms befinden sich der Gandalf Ridge und der Lake Discovery.
Die Benennung erfolgte auf Vorschlag der neuseeländischen Geologin Anne C. Wright, die hier zwischen 1985 und 1986 als Teil einer Mannschaft des New Mexico Institute of Mining and Technology Erkundungen durchführte und infolge eines schweren Sturms per Hubschrauber gerettet werden musste.